# Dota 2
Dota 2 je videoigra, stilom strategija u stvarnom vremenu (RTS) tipa MOBA  iz 2013. godine koju je razvio i objavio Valve. Igra je nastavak Defense of the Ancientsa (DotA), što je bio mod za Warcraft III: Reign of Chaos Blizzard Entertainmenta. Dota 2 igra se između dvaju timova po petero igrača, pri čemu svaki tim zauzima i brani zasebnu bazu na karti. Svaki od desetero igrača neovisno kontrolira svojeg lika, poznatog kao »junak«, svaki od kojih ima jedinstvene sposobnosti i različite stilove igre. Tim pobjeđuje time što je prvi uništio središnju građevinu suparničkog tima »Ancient«, smještenu unutar njihove baze.

## Načini igre
Svaki igrač raspolaže junakom čije sposobnosti i moći napreduju tijekom igre. Svaki junak ima šest utora za inventar u koje se mogu pohranjivati stvari koje utječu na sposobnosti. Kako bi se sakupilo proizvode, koristi se novac koji se dobiva eliminacijom »nakaza« (creeps), suparničkih junaka, građevina, itd...
Igra zahtjeva veliku usmjerenost prema taktici, timskoj koordinaciji i strategijama koje omogućuju optimalno nadograđivanje snage, što je brže moguće, kao i pravilno prikupljanje i korištenje proizvoda.
Iako je Dota 2 besplatna ekipna (multiplayer) igra, sadržava tutorials u kojima početnici mogu vježbati i postupno se upoznavati s načinom igre, njezinim finesama i zakonitostima kroz igru protiv botova, prije nego što se igrač upusti u sukob s drugim igračima na karti.

## Vanjske poveznice
- Službene stranice (engl.)